# Dorchuck-Gletscher
Der Dorchuck-Gletscher ist ein schmaler und 15 km langer Gletscher an der Walgreen-Küste des westantarktischen Marie-Byrd-Lands. Er fließt von den Jenkins Heights zwischen dem Klinger Ridge und dem Ellis Ridge in nordöstlicher Richtung zum Dotson-Schelfeis.
Der United States Geological Survey kartierte ihn anhand eigener Vermessungen und Luftaufnahmen der United States Navy aus den Jahren von 1959 bis 1967. Das Advisory Committee on Antarctic Names benannte ihn nach Robert E. Dorchuck, Betriebsverantwortlicher für den Kernreaktor auf der McMurdo-Station während der Operation Deep Freeze der Jahre 1965 und 1969.